# راسل كانويوس
راسل كانويوس (بالإنجليزية: Russell Canouse)‏ (11 يونيو 1995 بلانكستر في الولايات المتحدة - ) هو لاعب كرة قدم أمريكي في مركز الوسط. شارك مع منتخب الولايات المتحدة تحت 17 سنة لكرة القدم ومنتخب الولايات المتحدة تحت 20 سنة لكرة القدم. أما مع النوادي، فقد لعب مع نادي هوفنهايم ونادي هوفنهايم ب ‏.

## الحياة الشخصية
كانوس متزوج من إريكا كانوس. كانوس لديه أخ غير شقيق اسمه كايل أوستر.

## وصلات خارجية
- راسل كانويوس على موقع الدوري الأمريكي (الإنجليزية)
- راسل كانويوس على موقع قاعدة بيانات كرة القدم.إي يو (الإنجليزية)
- راسل كانويوس على موقع Soccerbase.com (لاعب) (الإنجليزية)
- راسل كانويوس على موقع Soccerway.com (الإنجليزية)
- راسل كانويوس على موقع عالم كرة القدم.نت (الإنجليزية)
- راسل كانويوس على موقع AS.com (الإسبانية)